# اینتل ام‌سی‌اس-۵۱

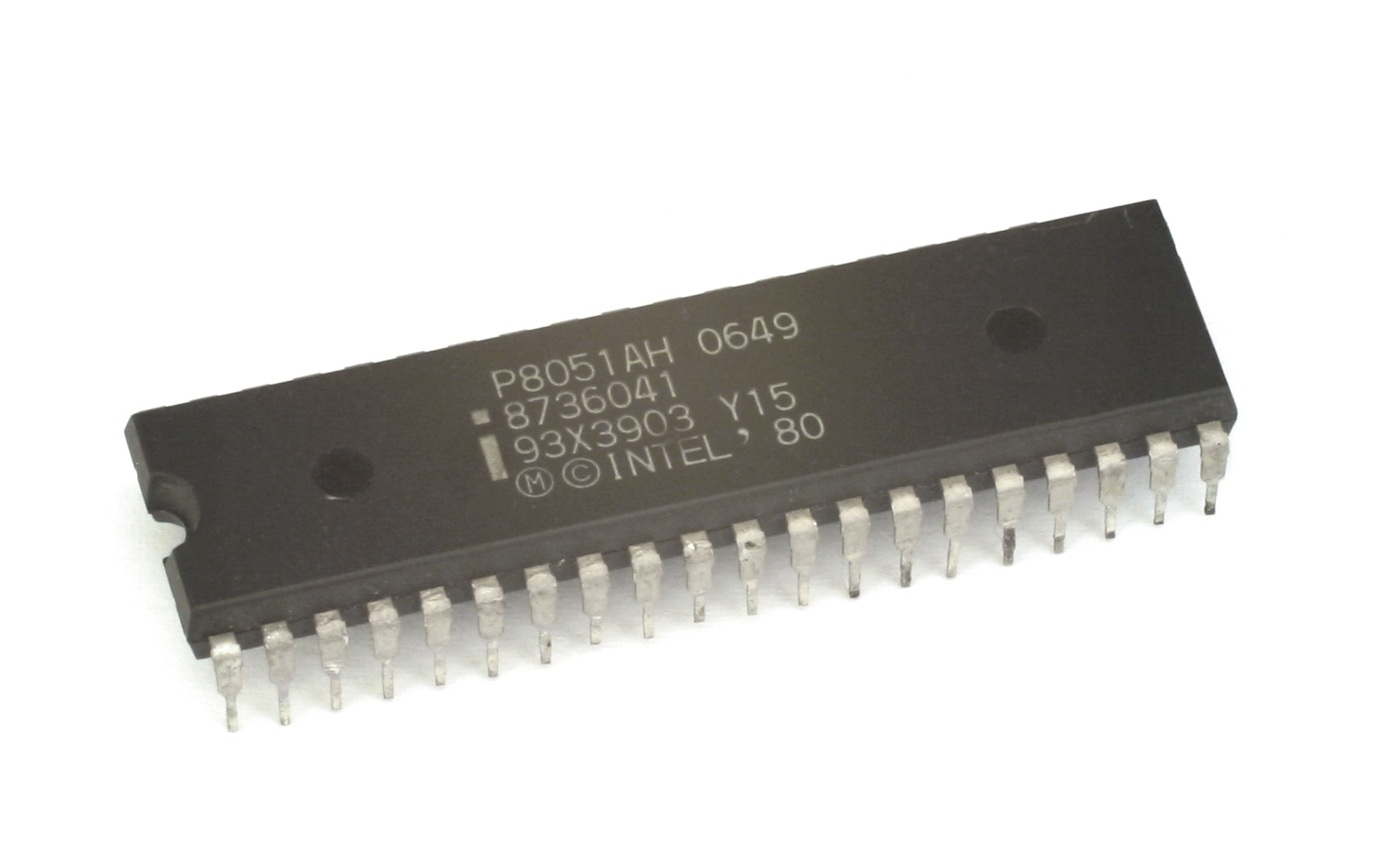
پردازشگر Intel P8051.

پردازشگر Intel MCS-۵۱ (معروف به ۸۰۵۱) قطعه الکترونیکی است که توسط شرکت اینتل در سال ۱۹۸۰ به ثبت و فروش رسیده‌است. این قطعه از معماری هاروارد پیروی می‌کند.
اولین میکروکنترلر ساخت دست بشر است که در ابتدا توسط شرکت بزرگ intel ساخته شد. اما بعدا intel این امکان را به دیگر شرکت ها داد که این میکروکنترلر را تولید کنند و شرکت هایی مانند ATMEL , PHILIPS, SIEMENS , DALLAS و… که از بزرگ ترین شرکت های دنیا هستند به تولید این میکروکنترلر پرداختند یکی از شرکت هایی که به صورت گسترده به تولید این تراشه پرداخت ATMEL بود که مدل های مختلف میکروکنترلر را ساخت و محصلات آن در سراسر جهان و در ایران یافت می شود. اما زمانی که ما به صورت کلی سیر پیشرفت این نوع میکروکنترلر را در نظر می گیریم متوجه می شویم اولین میکروکنترلر هایی که ساخته شد با جدیدترین میکروکنترلرهای 8051 که الان تولید می شود پیشرفت زیادی ندارد به طور مثال AT89S5X که میکروکنترلر 8051 جدید ساخت ATMEL است نسبت به مدل های اولیه 8051 پیشرفت آنچنانی ندارد . امکانات این میکرو نسبت به AVR و PIC قابل مقایسه نیست . به صورتی که که همین مدل جدید 8051 تقریبا حافظه ای برابر یک صدم (0.001 ) میکروکنترلر های AVR را دارد و سرعتش 4 برابر کمتر از میکروکنترلر های PIC و 12 بار کمتر از میکروکنترلر های AVR است. از لحاظ امکانات دیگر هم چنین ضعفی احساس می شود. اما برای کارهای ساده تر که پیچیدگی زیادی در آن نباشد به خاطر قیمت بسیار پایینی که این میکروکنترلر دارد بسیار مناسب است. قیمت همین مدل جدید AT89S5X حول و حوش 1000 تومان است که قیمت بسیار مناسبی است.
این میکرو کنترلر از زبان اسمبلی و C پشتیبانی می کند که زبان برنامه نویسی اصلی آن اسمبلی است که نوشتن با این زبان برنامه نویسی نسبت به زبان های برنامه نویسی دیگر هم مشکل تر و هم طولانی تر است. در کل این میکروکنترلر امروزه دیگر توان رقابت با AVR و PIC را دارا نیست و رقابت اصلی بین این دو میکروکنترلر است.
8051 ها دارای 128بایت RAM، 4k بایت ROM، دو تایمر، یک پورت سریال و چهار پورت موازی ( هر یک 8 بیت ) بود که همه آنها در یک تراشه تعبیه شده بودند. آنچه اهمیت دارد این است که گرچه انواع مختلف 8051 با سرعت و مقدار ROM متفاوت در تراشه موجودند ولی همه آنها با 8051 اصلی از نظر دستورات سازگارند. میکروکنترلرهای 8051 با توجه به نوع حافظه و کارخانه سازنده آن هر یک شماره قطعه متفاوتی دارند. 8051 با حافظه های متفاوتی چون UV-EPROM ، حافظه سریع ، NV-RAM و غیره در دسترس می باشد. نوعUV-EPROM آن تراشه 8751 است. همچنین میکروکنترلر AT89C51 نوع سریع 8051 ساخت کارخانه Atmel و نوع NV-RAM از 8051 بوسیله Dallas به نام DS5000 در بازار موجود می باشد.

## مصارف
- استفاده در انواع وسایل هوشمند مانند(وسایل خانگی هوشمند ) تلوزیون و ماشین لباسشویی و  درب هوشمند و...